# Hinterrhein
Der Hinterrhein, im rätoromanischen Idiom Sutsilvan Ragn Posteriur, ist einer der Quellflüsse des Rheins und liegt im Schweizer Kanton Graubünden. Er entspringt an den Hängen von Rheinwaldhorn, Güferhorn und Rheinquellhorn und vereinigt sich bei Reichenau mit dem von links kommenden Vorderrhein zum nunmehr nur noch Rhein genannten Fluss.

## Geographie

### Verlauf und Tallandschaft
Das Tal des Hinterrheins besteht von oben nach unten aus drei Geländekammern: dem Rheinwald mit Splügen als grösster Ortschaft, dem Schams mit Andeer und der Region Domleschg/Heinzenberg mit Thusis. Dazwischen liegen die einst gefürchteten Verkehrshindernisse der Roflaschlucht oberhalb des Schams und der Viamala unterhalb.
Der Ursprung des Hinterrheins ist vom Dorf Hinterrhein über die Zapporthütte SAC (2276 m) in rund vierstündiger Fusswanderung zu erreichen. Der oberste Teil des Tals ist über den San-Bernardino-Pass mit dem Tessin verbunden; von Splügen aus führt der historische Splügenpass nach Chiavenna in der italienischen Provinz Sondrio. Von Thusis zweigt die Strasse nach Davos respektive zum Julierpass und zum Albulapass ab.
Der Hinterrhein ist mit 64 Kilometern und maximal, gemessen über den Dischmabach als längstem Fliessweg, 72 Kilometern Länge etwas kürzer als der Vorderrhein mit, gemessen über den Rein da Medel, etwa 76 Kilometern. Er ist jedoch mit einer Wasserführung von 59,6 m³/s grösser als der Vorderrhein, der 53,8 m³/s führt. Zur Frage der Quelle des Rheins siehe Rheinquelle.
Die Albula ist der wichtigste Nebenfluss des Hinterrheins. Bei natürlichem Abfluss, der durch die Wasserkraftnutzung bei beiden Flüssen derzeit nicht gegeben ist, ist die Albula beim Zusammenfluss in Fürstenau mit durchschnittlich 29,1 m³/s gar grösser als der Hinterrhein, der dort 27,3 m³/s Wasser führt.

### Nebenflüsse
- Usser Teiltobel Bach (links)
- Höhbergtobel (links)
- Weissbach (links)
- Grattobel (rechts)
- Brunstbach (links)
- Schgräjendbach (rechts)
- Maseggbach (rechts)
- Plattenbach (links)
- Räppierbach (links)
- Kappelbach (rechts)
- Altnerschbach (links)
- Areuabach (rechts)
- Hoflibach (links)
- Chratzlibach (rechts)
- Függschtobelbach (links)
- Tambobach (rechts)
- Hüscherabach (rechts)
- Stutzbach (links)
- Strahlentobelbach (rechts)
- Wissbach (links)
- Steilerbach (links)
- Töbeli (links)
- Surettabach (rechts)
- Lungbach (links)
- Averser Rhein (Ragn da Ferrera, zweitgrösster Nebenfluss, rechts)
- Ual da Pignia (rechts)
- Fundogn (links)
- Ual  da Suden (links)
- Plattera (links)
- Ual da Reischen (rechts)
- Nolla (links)
- Albula (Alvra, grösster Nebenfluss, rechts)
- Scharanser Tobel (rechts)
- Caznerbach (links)
- Almenser Tobel (rechts)
- Tomilser Bach (rechts)
- Val da Treps (rechts)

## Brücken

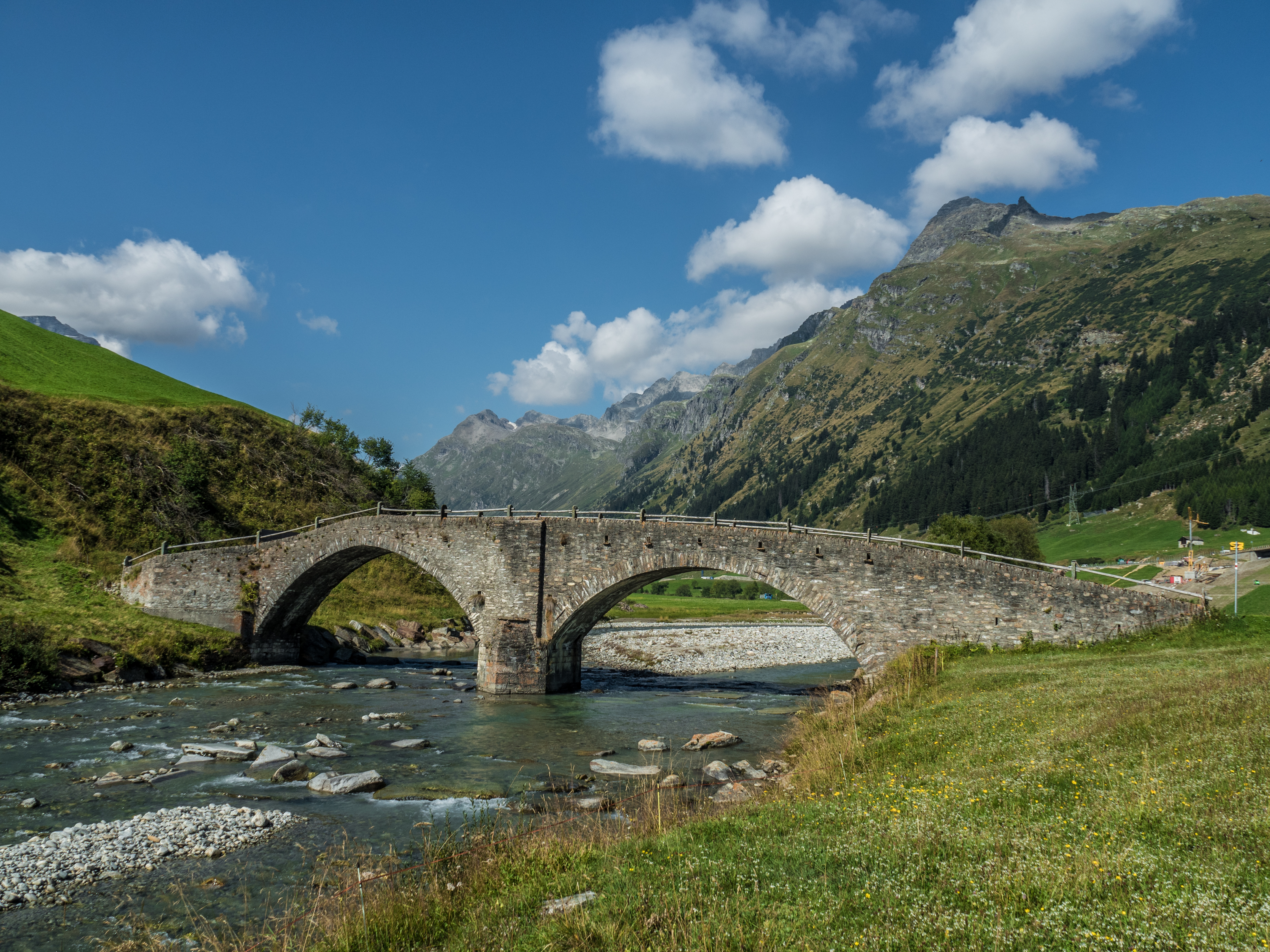
Zweibogige alte Landbrugg von 1693

Auf seinem Weg wird der Hinterrhein von rund 70 Übergängen überquert. 16-mal wird der Fluss von der Autobahn A13 überspannt. Die alte Landbrücke von 1693 im Dorf Hinterrhein steht unter Denkmalschutz.

## Galerie

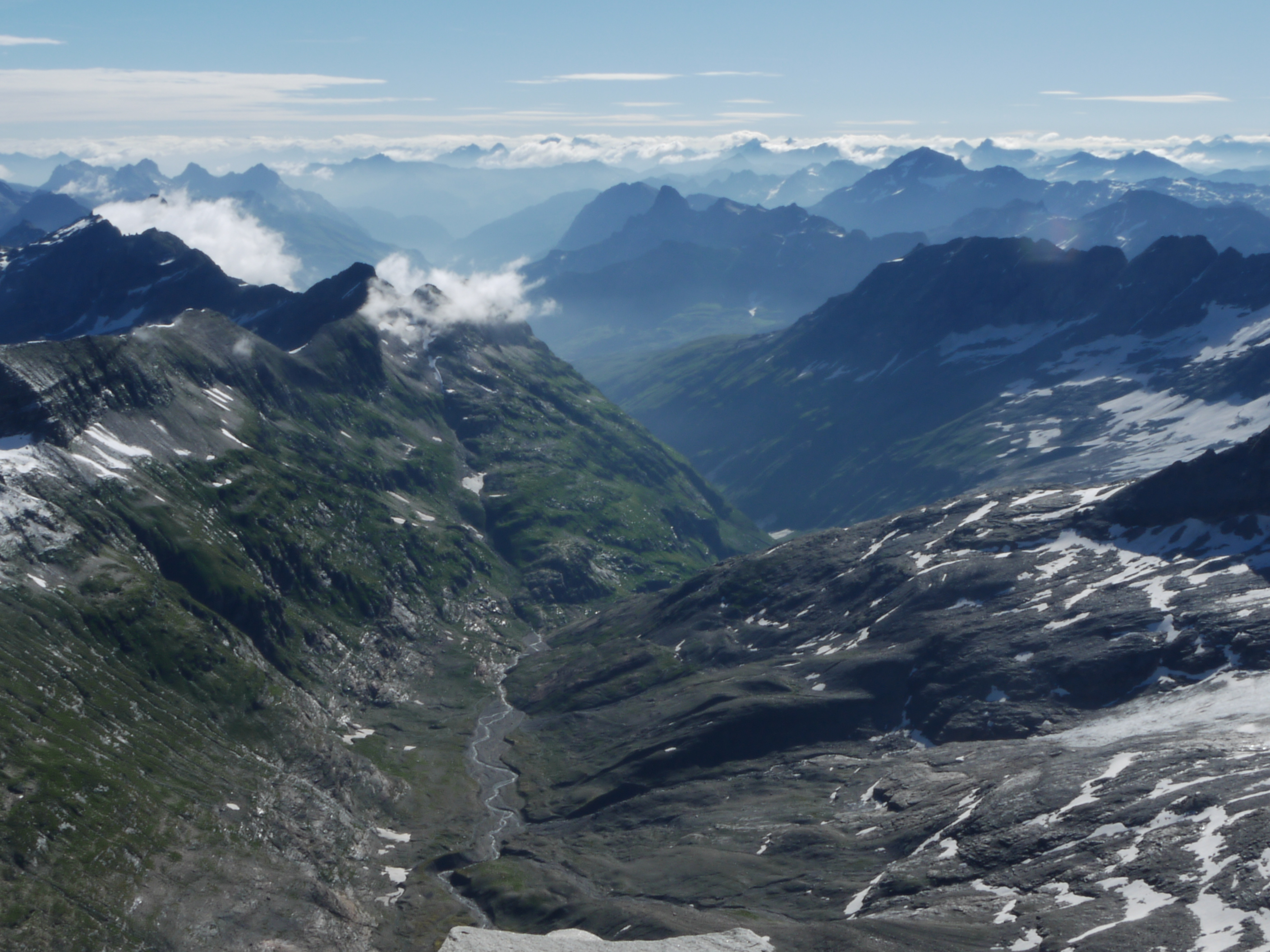
Blick vom Rheinwaldhorn 3402 m nach Osten, "Ursprung" mit jungem Hinterrhein und weiter in Richtung Hinterrheintal
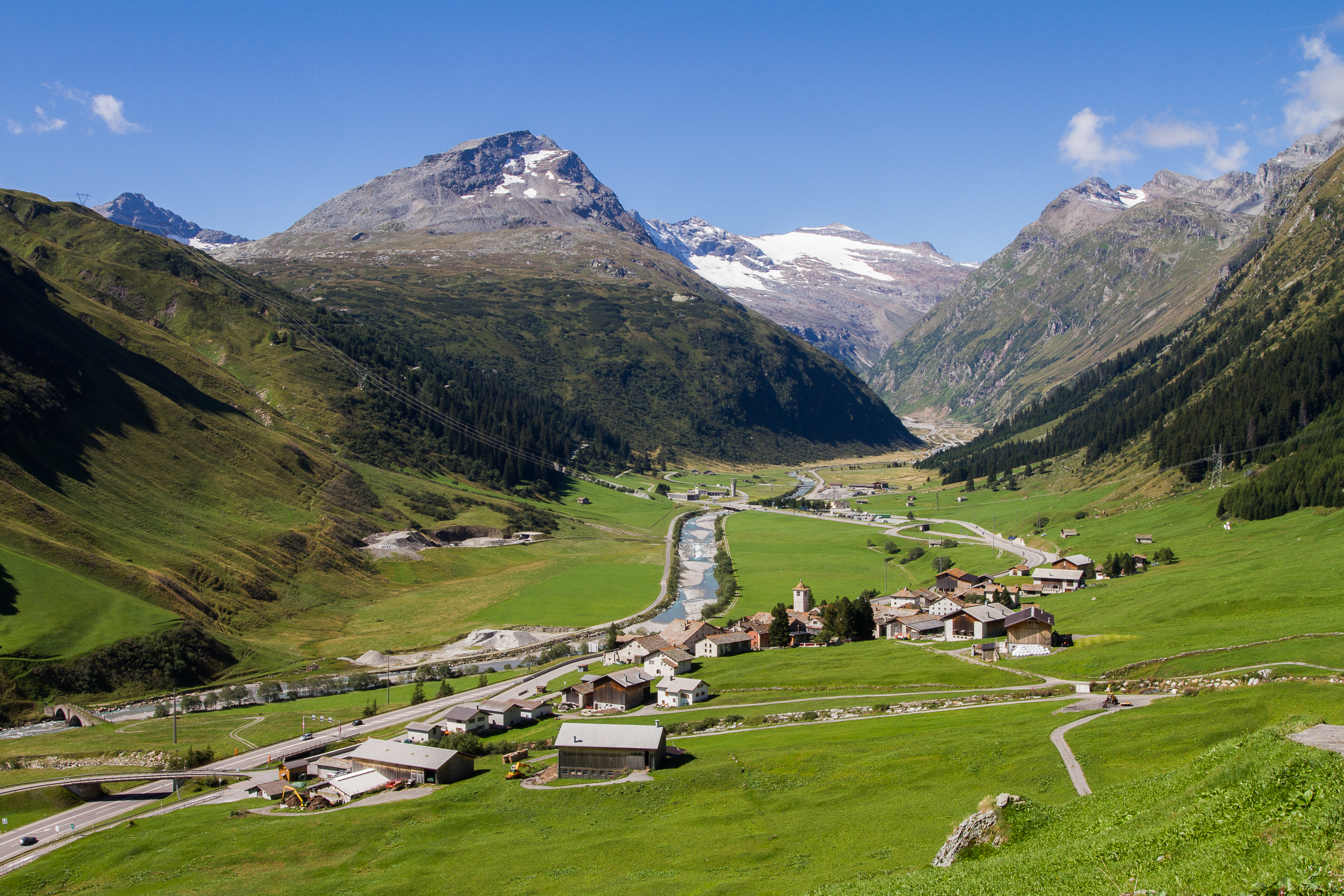
Hinterrhein Dorf (Graubünden) mit Marschol-, Rheinquell- und Höhberghorn. Im linken oberen Teil ist der San Bernardino-Pass zu erkennen
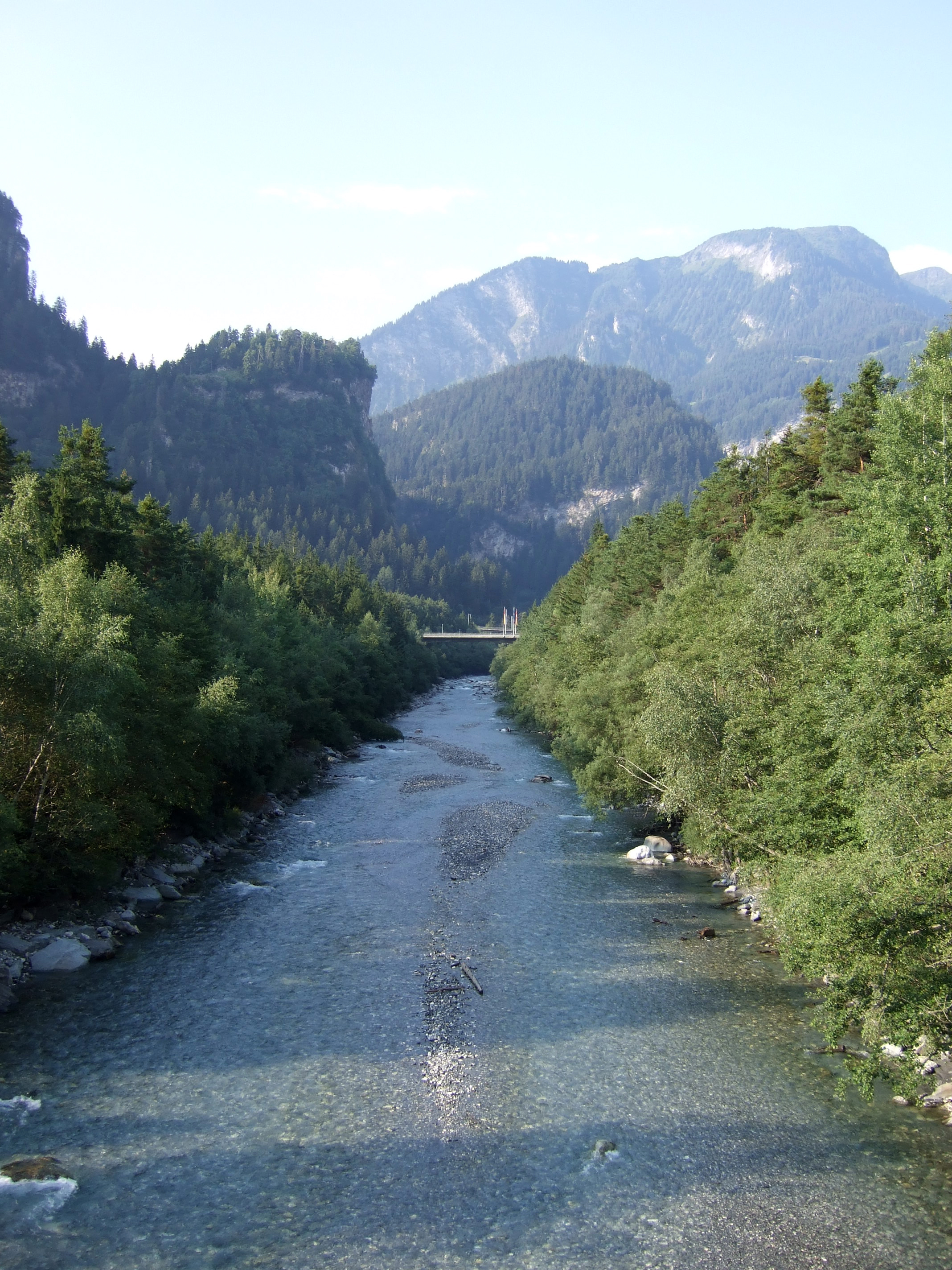
Der Hinterrhein zwischen Thusis und Sils im Domleschg mit Hohen Rätien
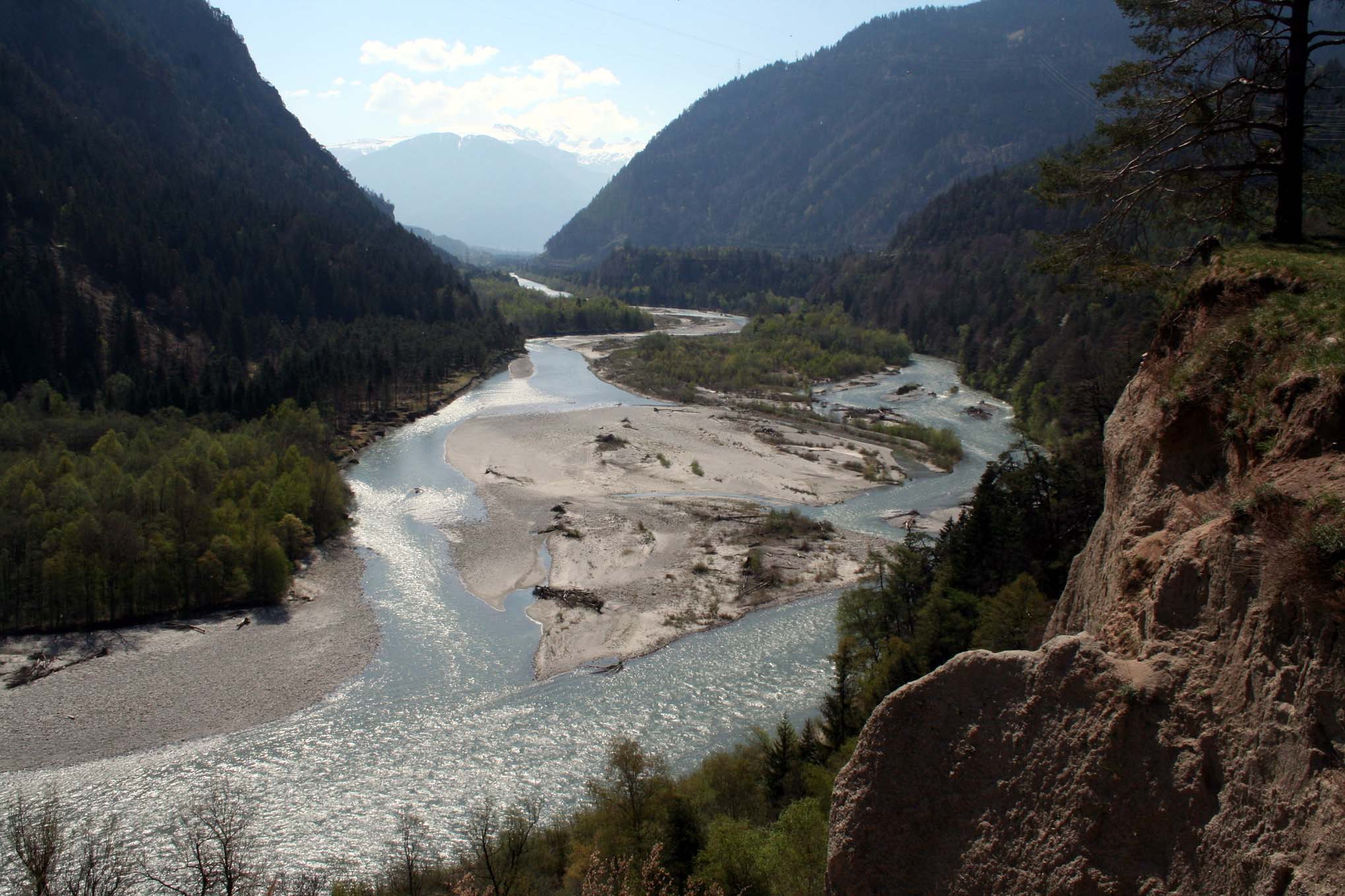
Hinterrhein bei Rhäzüns
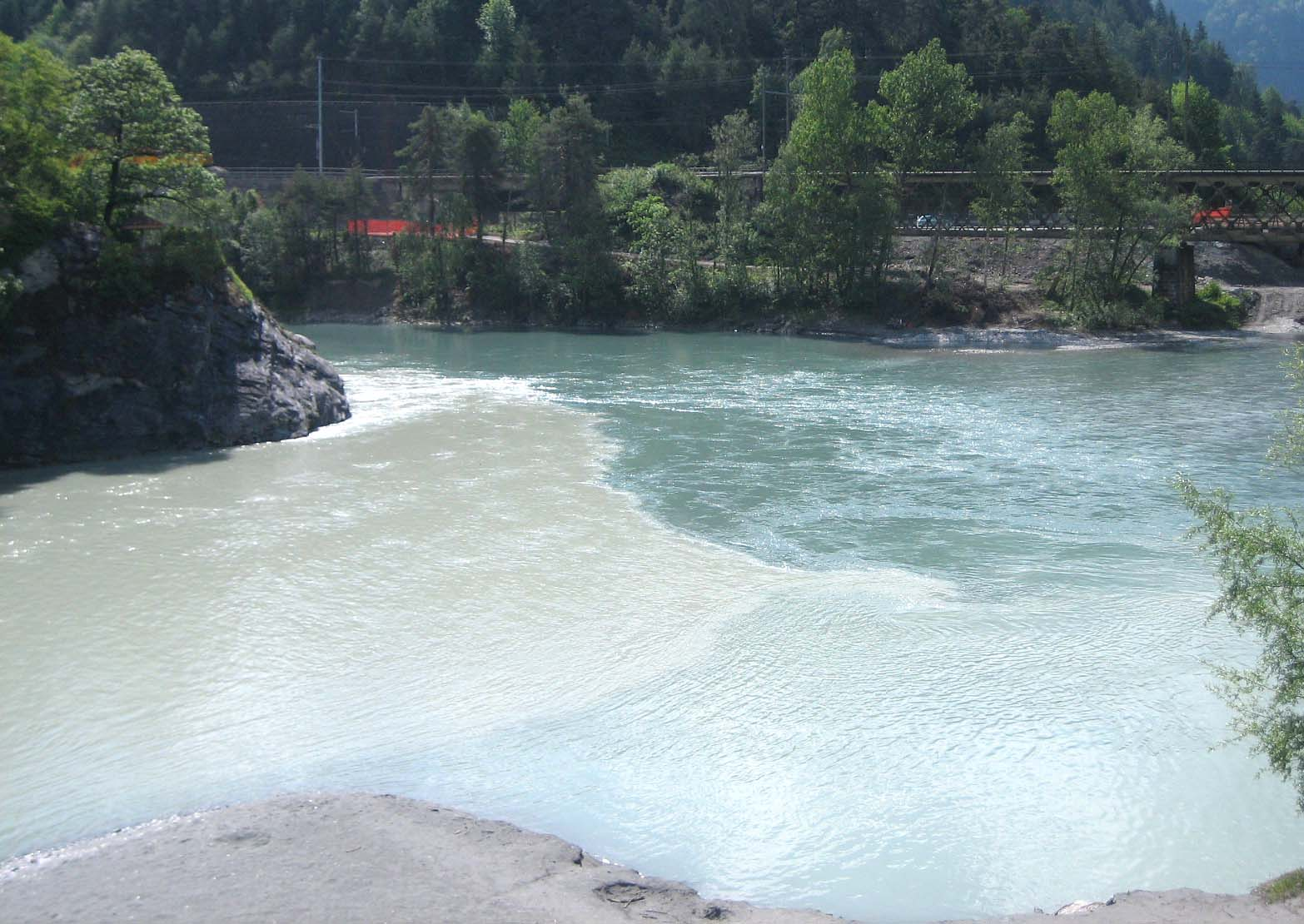
Zusammenfluss von Hinterrhein (rechts) und Vorderrhein (links) bei Reichenau